# Косякин, Сергей Иванович
Серге́й Ива́нович Кося́кин (1906—1941) — капитан Рабоче-крестьянской Красной Армии, участник советско-финской и Великой Отечественной войн, Герой Советского Союза (1940).

## Биография
Сергей Косякин родился 25 сентября 1906 года в Санкт-Петербурге.
После окончания школы фабрично-заводского ученичества работал на заводе. Член ВКП(б)/КПСС с 1925 года.
В 1927 году Косякин был призван на службу в Рабоче-крестьянскую Красную Армию. В 1929 году он окончил теоретические курсы при Ленинградской военно-технической школе ВВС, в 1930 году — Борисоглебскую военную авиационную школу лётчиков и высшие авиационные курсы усовершенствования командного состава.
Участвовал в советско-финской войне, будучи командиром эскадрильи 44-го скоростного бомбардировочного авиаполка 55-й бомбардировочной авиабригады 7-й армии Северо-Западного фронта. За время наступательных боёв на Карельском перешейке он бомбил финские позиции, нанеся противнику большие потери.
Указом Президиума Верховного Совета СССР от 21 марта 1940 года за «образцовое выполнение боевых заданий командования и проявленные при этом отвагу и геройство» капитан Сергей Косякин был удостоен высокого звания Героя Советского Союза с вручением ордена Ленина и медали «Золотая Звезда» за номером 260.
23 июня 1941 года Косякин погиб в бою над Финским заливом.
Был также награждён орденом Красной Звезды и рядом медалей.